# American Pie (album)
American Pie – drugi album Dona McLeana wydany w 1971 roku.
Płyta znana jest z utworu "American Pie", będącego hołdem dla pioniera rock and rolla – Buddy’ego Holly’ego.

## Lista utworów
| 1.  | "American Pie"                   | 8:33  |
|     |                                  |       |
| 2.  | "Till Tomorrow"                  | 2:11  |
|     |                                  |       |
| 3.  | "Vincent (Starry, Starry Night)" | 3:55  |
|     |                                  |       |
| 4.  | "Crossroads"                     | 3:34  |
|     |                                  |       |
| 5.  | "Winterwood"                     | 3:09  |
|     |                                  |       |
| 6.  | "Empty Chairs"                   | 3:24  |
|     |                                  |       |
| 7.  | "Everybody Loves Me, Baby"       | 3:37  |
|     |                                  |       |
| 8.  | "Sister Fatima"                  | 2:31  |
|     |                                  |       |
| 9.  | "The Grave"                      | 3:08  |
|     |                                  |       |
| 10. | "Babylon"                        | 1:40  |
|     |                                  |       |
|     |                                  | 35:42 |
|     |                                  |       |